# Phygadeuon subtilis
Phygadeuon subtilis là một loài tò vò trong họ Ichneumonidae.